# Alma (Misuri)
Alma es una ciudad situada en el condado de Lafayette, Misuri, Estados Unidos. Tiene una población estimada, a mediados de 2024, de 395 habitantes.

## Geografía
La localidad está ubicada en las coordenadas 39°5′47″N 93°32′52″O / 39.09639, -93.54778. Según la Oficina del Censo, tiene una superficie de 0.71 km², correspondientes en su totalidad a tierra firme.

## Demografía
Según el censo de 2020, en ese momento había 400 personas residiendo en la localidad. La densidad de población era de 563.38 hab./km². El 95.25% de los habitantes eran blancos, el 0.25% era asiático, el 0.25% era de otra raza y el 4.25% eran de una mezcla de razas. Del total de la población, el 1.00% eran hispanos o latinos de cualquier raza.